# زرکوم
زرکوم شهری در شهرستان کینده در استان بولکیمده در بورکینافاسوی غربی مرکزی است جمعیت آن ۳۲۴۵ نفر است.